# Ōbu
Ōbu (japanisch 大府市, -shi) ist eine Stadt in der Präfektur Aichi auf Honshū, der Hauptinsel von Japan.

## Geographie
Ōbu liegt südlich von Nagoya.

## Geschichte
Ōbu erhielt am 1. September 1970 den Status einer Stadt.

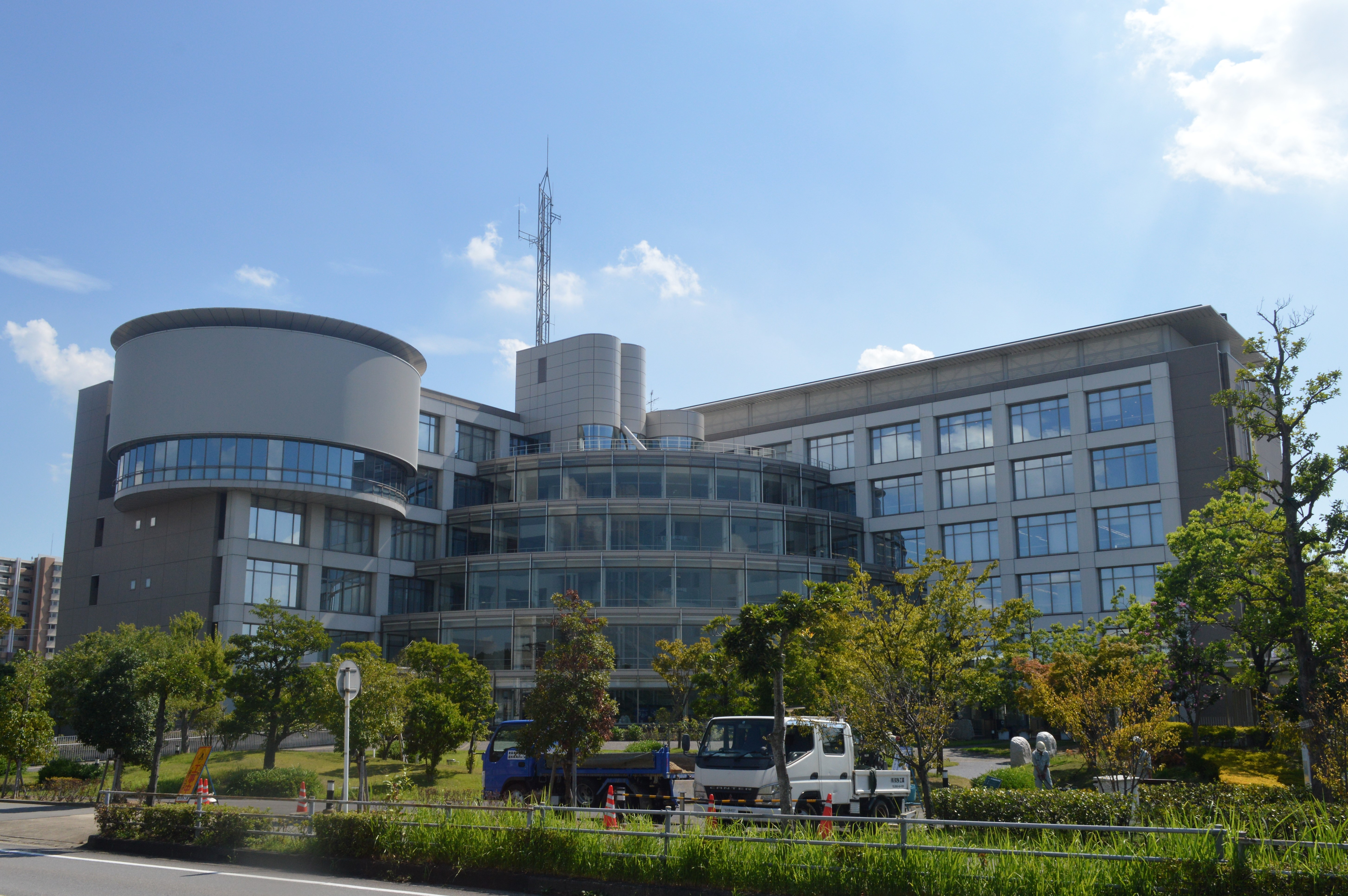
Rathaus

## Wirtschaft
Ursprünglich ein landwirtschaftlich geprägter Ort, entwickelte Ōbu sich seit den 1960er Jahren zu einer Industriestadt mit Maschinenbau-Unternehmen. Die Stadt gehört zu den Produktionsstätten von Tokoname-Keramik.

## Verkehr
Am Bahnhof Ōbu, der von der Bahngesellschaft JR Central betrieben wird, zweigt die Taketoyo-Linie von der Tōkaidō-Hauptlinie ab. Erreichbar ist Ōbu auch über die Isewan-Autobahn sowie die Nationalstraßen 23 und 155.

## Städtepartnerschaften
- Port Phillip City, Australien (seit 1993)

## Söhne und Töchter der Stadt
- Hidehiko Yoshida (* 1969), Judoka und Olympiasieger

## Angrenzende Städte und Gemeinden
- Nagoya
- Tōkai
- Toyoake
- Kariya